# 幌延町営軌道
幌延町営軌道（ほろのべちょうえいきどう）は、かつて北海道幌延町にあった簡易軌道。宗谷本線問寒別駅より、問寒別川流域の入植促進を目的に敷設された。

## 路線データ
- 路線距離：問寒別 - 二十線間16.3km
- 軌間：762mm

## 歴史
1930年、問寒別駅前から上問寒（十六線）の間で馬力の殖民軌道として開業。地域住民による運行組合を組織し、北海道庁がこれに補助金を交付、軌道の維持監督をした。
1940年、前年の問寒別川の氾濫が原因で運転休止となったが、同年に日本白金クローム鉱業株式会社が軌道を復旧させ、軍需物資として砂クローム輸送に供用されるようになる。この時、十六線から二十線及びその先の採掘場まで約4.3km延伸された。翌年、道庁、運行組合、天塩鉱業株式会社（日本白金クローム鉱業の傍系企業）の協議により、天塩鉱業の社長が当軌道の運行組合長となり、同社が道庁より軌道を無償で借り受けて運営に当たることとなった。
路線の地盤は泥炭で軟弱であり、道床の沈下と枕木の腐食が酷かったため改修が相次ぎ、修理する沿線住民の苦労は大きかったが、日本白金クローム鉱業が路線を復旧させると、軌条は12ポンドから20ポンドに取り替えられるなど整備された。
1942年には5tの蒸気機関車1両と、2t、5tのガソリン機関車1両ずつの計3両が導入された。
砂クロームの採掘及び輸送は終戦とともに中止となったが、代わって北方産業株式会社→幌延鉱業株式会社（天塩鉱業の傍系企業）により石炭の採掘が始まり、1947年に二十線から約3kmの炭鉱線を建設した。
戦後、簡易軌道は農林省から委託を受けた市町村が管理することとなったため、1952年に幌延村（1960年に町制施行）が天塩鉱業から問寒別 - 十六線間の軌道の返還を受け、併せて十六線 - 二十線間の区間等を含む天塩鉱業の投資で整備された施設・車両を1,533万円で村が天塩鉱業より買収し、同年9月に幌延村営軌道が発足した。村営軌道発足時の動力車は7t車が1両、5t車が3両、1t車が1両の計5両のガソリン機関車であった。ガソリン機関車については1953年以降、幌延村がディーゼル機関車を購入し、置き換えが進められた。1955年ごろが最盛期となり、年間で石炭33,000t、木材13,000t、旅客24,000人を輸送した。
1956年、失火により車庫が全焼し、動力車全車両が罹災。復旧費1200万円を大蔵省より借り入れ、機関車を購入し直すなどの経営再建に奔走している矢先の1958年秋、同年春の坑内出水事故が引き金となって経営不振に陥った炭鉱が閉鎖し、主要な輸送財源であった石炭の輸送需要が失われた。また、高度成長期の離農による問寒別地区の過疎化に伴う旅客輸送と農産物輸送の落ち込みもあって収入が減少し経営危機に陥ったが、その後も旅客輸送のほか、雪印乳業問寒別工場への生乳輸送、北海道大学天塩演習林から切り出した原木搬出などの輸送機関としての役目を果たしていた。
幌延町は運賃の改定、従事する町職員を4名にするなどの徹底的な経営合理化をすすめ、北海道開発局の援助を得ながら軌道、施設、車両の維持、改良に努めていたが、1968年以降、並行する道道の路盤改良と冬季の除雪が開始され、道道による旅客及び貨物の通年代替輸送の見込みが立ったことにより存在意義を失い、1971年に廃止された。
累積赤字は2200万円に上り、1968年ごろから廃止が検討されていたが、1971年度から国の運行費補助が打ち切られたため、廃止の決断が下された。廃止前年の1970年の利用人員は3475人で、末期は1日2往復の運行だったが、多い時で1日20人、日によっては乗客がいなかったという。酪農家戸数は1960年に210戸だったが、1962年ごろから離農が徐々に始まり、1971年には96戸に減少していた。
車両については、幌延町は当線への自走客車の導入を要望していたが実現に至らず、最後まで機関車牽引による混合列車で輸送業務が行われた。機関車は、幌延村→幌延町による購入機に加え、1957年以降の北海道開発局の改良事業により国有財産の機関車も導入され、最終期には町有・国有を合わせてディーゼル機関車7両、ディーゼルロータリー除雪機関車1両が在籍していた。軌道廃止後、機関車と客車の1両ずつが、市街地中心の名林公園において長らく子供の遊戯施設として屋外静態保存されていたが、錆による腐食、崩壊で遊戯施設として利用するには危険となったため、1991年（平成3年）に解体されている。なお、簡易軌道の車両には車両番号が表記されないのが通例であったが、例外的に当軌道においては機関車・客車に車両番号が付番・表記されていた。

### 年表
- 1929年（昭和4年）7月 起工[6]。
- 1930年（昭和5年）9月10日 使用開始告示。
- 1939年（昭和14年）8月14日 豪雨による問寒別川の水害により全線で運休。四線大橋も流された[3]。
- 1940年（昭和15年）
  - 前年の水害により使用不能に陥る。
  - 9月 日本白金クローム鉱業株式会社が、軌道路線の応急修理と十五線、二十線及び砂クローム鉱石採掘場間を延長させ運行を復活させる。
- 1941年（昭和16年）9月 天塩鉱業株式会社での運営開始。
- 1942年（昭和17年）9月 蒸気機関車1両、ガソリン機関車2両を導入し動力車化。
- 1945年（昭和20年）8月 採掘場の閉鎖に伴い、砂クローム鉱石の輸送業務終了。
- 1947年（昭和22年）6月 北方産業株式会社による石炭採掘開始に伴い、二十線、炭鉱間の路線を延伸。石炭輸送開始。
- 1952年（昭和27年）9月1日 幌延村が天塩鉱業株式会社より施設の返還・買収を行い、村営化。幌延村営軌道となる。
- 1953年（昭和28年） 350万円を投じて7tディーゼル機関車導入。
- 1956年（昭和31年）12月15日 エンジン凍結防止のため機関庫においた石炭コンロから火災となり全動力車罹災[2]。
- 1958年（昭和33年）11月10日 経営不振により炭鉱が閉鎖され、石炭輸送業務終了。
- 1960年（昭和35年）9月1日 幌延村の町制施行に伴い、幌延町営軌道となる。
- 1971年（昭和46年）
  - 5月31日 最終運転日。
  - 7月3日 廃線式。

## 停留所一覧
括弧内は通称および起点からのキロ
- 問寒別（市街、0.0） - 問寒別第二（宗谷、2.2） - 中問寒第一（四線、6.3） - 中問寒第二（八線、8.5） - 上問寒第一（十六線、14.3） - 上問寒第二（二十線、16.3）